# Massengrab in Radeče
Auf dem Gebiet der Gemeinde Radeče in Slowenien wurde bisher (Stand Februar 2024) ein Massengrab in Obrežje aus der Zeit des Zweiten Weltkriegs gefunden.

## Obrežje
- Das Bunker-Massengrab (slowenisch: Grobišče Bunker) befindet sich in einem Bunker am Hang über dem Haus Obrežje Nr. 60. Der Bunker ist 8 bis 10 Meter lang und der Eingang ist jetzt mit Erde bedeckt. Er enthält die Überreste einer unbekannten Anzahl montenegrinischer Tschetnik-Soldaten.[1]